# 有馬郡

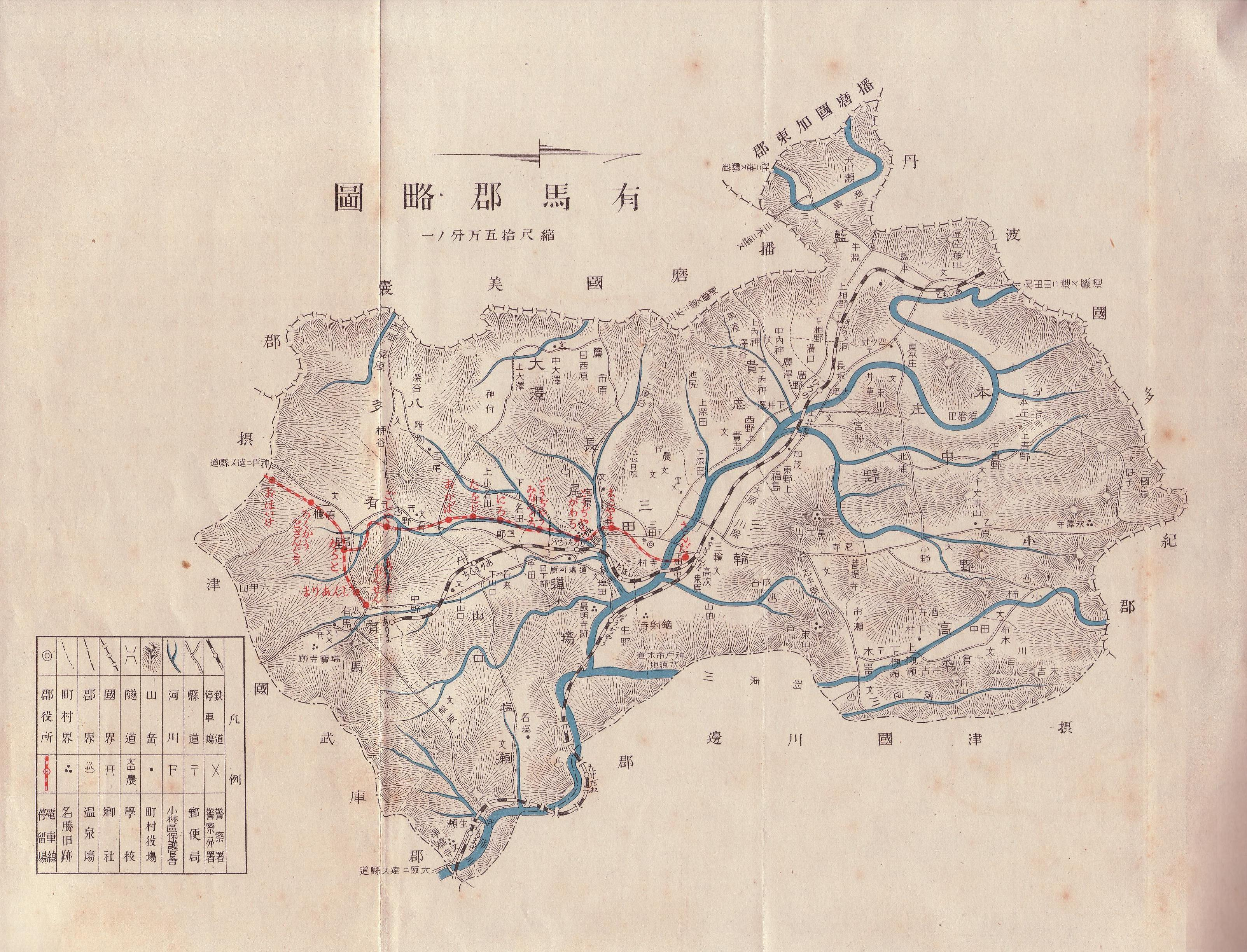
《有馬郡誌》中所收錄的有馬郡地圖。1929年時繪製。

有馬郡（日语：／ Arima gun */?）是一個曾存在於日本兵庫縣東部的郡，已於1958年廢除，過去在令制國時代屬於攝津國。有馬郡的地名源自於此地知名的有馬溫泉之舊名「有間」（日文發音同「有馬」），但「有間」一名是在什麼時代轉寫成「有馬」已不可考。

## 涵蓋範圍
有馬郡的疆界曾經過多次的改變，在1879年（明治12年）有馬郡建立並成為行政區劃時，包含了相當於今日的下述地區：
- 神戶市
  - 北區的東南部地區：包括有馬町下屬各町、有野町（日语：有野村）下屬各町、八多町（日语：八多村）下屬各町、大澤町（日语：大沢村 (兵庫県)）下屬各町、長尾町（日语：長尾町 (神戸市北区)）下屬各町、道場町（日语：道場村）下屬各町，與被包夾在上述各地區之間的地區。
  - 灘區的東北部地區：主要為六甲山町（日语：六甲山町）的部分區域。
- 三田市
  - 今日的三田市原本就是過去有馬郡下轄的部分行政區陸續整併而成的城市，市界之內除末吉、布木、川原、十倉、田中、酒井、鈴鹿、下里、木器、上槻瀨、下槻瀬、市之瀨（市ノ瀬）與波豆川等少部分地區原本不屬於有馬郡外，其他的區域都位於舊有馬郡的行政疆界內。
- 西宮市
  - 主要包括位於北部的山口町（日语：山口村 (兵庫県有馬郡)）下屬各町、鹽瀨町（日语：塩瀬村 (兵庫県)）下屬各町，與被包夾在上述各地區之間的地區。

## 歷史
有馬雖然是中世紀以來就出現的地名，但一直到1879年1月9日兵庫縣開始實施郡區町村編制法，有馬郡才正式被建立成為一個行政區劃，並將郡役所（郡政府）設於三田屋敷町（位於今三田市）。在建立之初，郡級的行政單位尚未有地方自治團體的資格，直到1896年（明治29年）實施郡制，才開始設立郡會（郡議會）並進行議員的民選，自此有馬郡才正式成為一個地方自治團體（地方公共公團）。
其後伴隨著時代的變遷與人口成長，許多鄰近城市的地區進行行政區劃的整併與改制，導致「郡」這種原本是為了管理較廣大偏鄉地區所設置的中間行政區劃之存在必要受到擠壓。1923年（大正12年）4月1日有馬郡會被廢除解散，有馬郡失去地方自治體的地位，但仍短暫的保留了郡役所的編制，直到1926年7月1日，郡役所也遭到裁撤，有馬郡自此不再是行政區劃，僅作為一個地區的名稱，而一些遺留下來的郡役所硬體設施則改由兵庫縣政府接手直接管理。
在有馬郡的行政組織裁撤後，原本下轄的行政區劃也經過多次的整併改制。1958年（昭和33年）7月1日，有馬郡下屬的最後一個行政區劃——三田町——實施市制升格成為三田市，並自有馬郡脫離，因此有馬郡的地名也在同一天正式消失。

### 行政區劃沿革

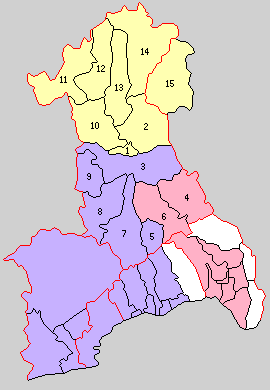
1889年有馬郡轄下的行政區劃
1.三田町 2.三輪村 3.道場村 4.鹽瀨村 5.湯山町 6.山口村 7.有野村 8.八多村 9.大澤村 10.貴志村 11.藍村 12.本庄村 13.中野村 14.小野村 15.高平村
（紫色：現屬神戶市、紅色：現屬西宮市、黄色：現屬三田市）

- 1889年4月1日：實施町村制，有馬郡下設：三田町、三輪村、道場村（日语：道場村）、鹽瀨村（日语：塩瀬村 (兵庫県)）、湯山町、山口村（日语：山口村 (兵庫県有馬郡)）、有野村（日语：有野村）、八多村（日语：八多村）、大澤村（日语：大沢村 (兵庫県)）、貴志村（日语：貴志村 (兵庫県)）、藍村、本村、中野村（日语：中野村 (兵庫県)）、小野村（日语：小野村 (兵庫県)）。（2町12村）
- 1896年4月1日：川邊郡高平村（日语：高平村 (兵庫県)）改隸屬有馬郡。（2町13村）
- 1896年6月15日：湯山町改名為有馬町。
- 1896年7月1日：實施郡制（日语：郡制），設立郡參事會（日语：郡参事会）。
- 1902年4月29日：道場村的上津谷、宅原地區分出設置長尾村（日语：長尾村 (兵庫県有馬郡)）。（2町14村）
- 1923年4月1日：廢除郡會和郡參事會。
- 1926年7月1日：廢除郡役所，此後郡不再作為行政區劃，只作為地名的表示。
- 1927年4月1日：三輪村改制為三輪町（日语：三輪町 (兵庫県)）。（3町13村）
- 1943年12月20日：（3町12村）
  - 貴志村被廢除，部分地區與中野村合併為廣野村（日语：広野村 (兵庫県)）。
  - 貴志村其餘地區被併入三田町。
- 1947年3月1日：有馬町和有野村被併入神戶市（最初被劃入兵庫區，1972年後分別被改劃入灘區和北區）。（2町11村）
- 1951年4月1日：山口村和鹽瀨村被併入西宮市。[2]（2町9村）
- 1951年7月1日：道場村、八多村、大澤村被併入神戶市（最初被劃入兵庫區，1973年被改劃入北區）。（2町6村）
- 1955年10月15日：長尾村被併入神戶市（最初被劃入兵庫區，1973年被改劃入北區）。（2町5村）
- 1956年3月31日：藍村和本庄村合併為相野町（日语：相野町）。（3町3村）
- 1956年9月30日：三田町、三輪町、廣野村、小野村、高平村合併為新設立的三田町。[3]（2町）
- 1957年7月18日：相野町被併入三田町。[3]（1町）
- 1958年7月1日：三田町改制為三田市[3]，並脫離有馬郡；同時有馬郡因無所轄町村而被消滅。

### 變遷表
| 1889年4月1日 | 1889年-1926年             | 1926年-1944年             | 1944年-1954年             | 1954年-1989年             | 1954年-1989年            | 1954年-1989年           | 1989年-現在             | 現在                    |
| ------------ | ------------------------- | ------------------------- | ------------------------- | ------------------------- | ------------------------ | ----------------------- | ----------------------- | ----------------------- |
| 川邊郡高平村 | 1896年4月1日 有馬郡高平村 | 1896年4月1日 有馬郡高平村 | 1896年4月1日 有馬郡高平村 | 1956年9月30日 三田町      | 1956年9月30日 三田町     | 1958年7月1日 三田市     | 1958年7月1日 三田市     | 1958年7月1日 三田市     |
| 三田町       | 三田町                    | 三田町                    | 三田町                    | 1956年9月30日 三田町      | 1956年9月30日 三田町     | 1958年7月1日 三田市     | 1958年7月1日 三田市     | 1958年7月1日 三田市     |
| 貴志村       | 貴志村                    | 1943年12月20日 併入三田町 | 三田町                    | 1956年9月30日 三田町      | 1956年9月30日 三田町     | 1958年7月1日 三田市     | 1958年7月1日 三田市     | 1958年7月1日 三田市     |
| 貴志村       | 貴志村                    | 1943年12月20日 廣野村     |                           | 1956年9月30日 三田町      | 1956年9月30日 三田町     | 1958年7月1日 三田市     | 1958年7月1日 三田市     | 1958年7月1日 三田市     |
| 中野村       |                           |                           |                           | 1956年9月30日 三田町      | 1956年9月30日 三田町     | 1958年7月1日 三田市     | 1958年7月1日 三田市     | 1958年7月1日 三田市     |
| 三輪村       | 三輪村                    | 1927年4月1日 三輪町       | 1927年4月1日 三輪町       | 1956年9月30日 三田町      | 1956年9月30日 三田町     | 1958年7月1日 三田市     | 1958年7月1日 三田市     | 1958年7月1日 三田市     |
| 小野村       |                           |                           |                           | 1956年9月30日 三田町      | 1956年9月30日 三田町     | 1958年7月1日 三田市     | 1958年7月1日 三田市     | 1958年7月1日 三田市     |
| 藍村         | 藍村                      | 藍村                      | 藍村                      | 1956年3月31 相野町        | 1957年7月18日 併入三田町 | 1958年7月1日 三田市     | 1958年7月1日 三田市     | 1958年7月1日 三田市     |
| 本村         |                           |                           |                           | 1956年3月31 相野町        | 1957年7月18日 併入三田町 | 1958年7月1日 三田市     | 1958年7月1日 三田市     | 1958年7月1日 三田市     |
| 湯山町       | 1896年6月15日 有馬町      | 1896年6月15日 有馬町      | 1947年3月1日 併入神戶市   | 神戶市                    | 神戶市                   | 神戶市                  | 神戶市                  | 神戶市                  |
| 有野村       |                           |                           | 1947年3月1日 併入神戶市   | 神戶市                    | 神戶市                   | 神戶市                  | 神戶市                  | 神戶市                  |
| 八多村       | 八多村                    | 八多村                    | 1951年7月1日 併入神戶市   | 神戶市                    | 神戶市                   | 神戶市                  | 神戶市                  | 神戶市                  |
| 大澤村       |                           |                           | 1951年7月1日 併入神戶市   | 神戶市                    | 神戶市                   | 神戶市                  | 神戶市                  | 神戶市                  |
| 道場村       | 道場村                    | 道場村                    | 1951年7月1日 併入神戶市   | 神戶市                    | 神戶市                   | 神戶市                  | 神戶市                  | 神戶市                  |
| 道場村       | 1902年4月29日 長尾村      | 1902年4月29日 長尾村      | 1902年4月29日 長尾村      | 1955年10月15日 併入神戶市 | 神戶市                   | 神戶市                  | 神戶市                  | 神戶市                  |
| 山口村       | 山口村                    | 山口村                    | 1951年4月1日 併入西宮市   | 1951年4月1日 併入西宮市   | 1951年4月1日 併入西宮市  | 1951年4月1日 併入西宮市 | 1951年4月1日 併入西宮市 | 1951年4月1日 併入西宮市 |
| 鹽瀨村       |                           |                           | 1951年4月1日 併入西宮市   | 1951年4月1日 併入西宮市   | 1951年4月1日 併入西宮市  | 1951年4月1日 併入西宮市 | 1951年4月1日 併入西宮市 | 1951年4月1日 併入西宮市 |